# Diadegma chrysostictum
Diadegma chrysostictum är en stekelart som först beskrevs av Gmelin 1790.  Diadegma chrysostictum ingår i släktet Diadegma, och familjen brokparasitsteklar. Arten är reproducerande i Sverige.